# Richard Kilty
Richard Kilty (né le 2 septembre 1989 à Stockton-on-Tees) est un athlète britannique, spécialiste des épreuves de sprint. Champion du monde en salle du 60 m en 2014, il est également champion d'Europe en salle sur la même distance en 2015 et 2017. 
Avec le relais 4 x 100 m britannique, il a décroché la médaille d'or aux championnats d'Europe de 2014 et deux médailles d'argent aux Mondiaux de 2019 et aux Jeux olympiques de 2020 à Tokyo. 

## Biographie
Champion de Royaume-Uni espoir sur 200 mètres en 2011, il remporte cette même année la médaille d'argent du relais 4 × 100 m lors des championnats d'Europe espoirs d'Ostrava. 
En 2012, il réalise les minima de qualification « A » pour les Jeux olympiques mais n'est finalement pas retenu dans l'équipe britannique. Obligé ensuite de quitter l’académie de Linford Christie à Londres, il retourne dans sa région natale et songe alors à arrêter l'athlétisme. 
En 2013, il rejoint le groupe d'entrainement de l'Américain Rana Reider dans lequel figure notamment le Britannique Dwain Chambers. Il participe aux championnats du monde 2013, à Moscou. Il remporte sa série du relais 4 × 100 m en 38 s 12 et permet à son équipe d'accéder à la finale dans laquelle il y est remplacé par Adam Gemili. Le 31 août, à Hexham, il porte son record personnel du 100 mètres à 10 s 10 (vent nul).  
Sélectionné pour les championnats du monde en salle 2014 de Sopot en Pologne, en remplacement de son compatriote James Dasaolu, blessé, Richard Kilty remporte le 8 mars 2014 la médaille d'or du 60 mètres. Il égale son record personnel de 6 s 53 dès les séries, puis l'améliore à deux reprises : en demi-finale avec 6 s 52, puis en finale en établissant le temps de 6 s 49. Il devance à l'arrivée l'Américain Marvin Bracy (6 s 51) et le Qatarien Femi Ogunode (6 s 52) et devient à cette occasion le troisième athlète britannique après Jason Gardener en 2004 et Dwain Chambers en 2010 à remporter le titre mondial « indoor » du 60 m. Sur 4 × 100 m, il remporte les championnats d'Europe par équipes à Brunswick, et se classe deuxième des Jeux du Commonwealth de Glasgow. Aux championnats d'Europe de Zurich, il remporte le titre continental du relais 4 × 100 m en compagnie de James Ellington, Harry Aikines-Aryeetey et Adam Gemili.
En 2015, Richard Kilty remporte le titre du 60 mètres lors des championnats d'Europe en salle à Prague.
Le 18 juillet 2016, il porte son record personnel sur 100 m à 10 s 01 (+1,9 m/s) à Newcastle. Quelques semaines plus tard aux Jeux Olympiques de Rio de Janeiro, il se classe 5e en 37 s 98 de la finale du 4 x 100 m en compagnie de ses compatriotes Harry Aikines-Aryeetey, James Ellington et Adam Gemili. L'année suivante, il conserve son titre européen en salle à Belgrade en s'imposant en 6 s 54 sur 60 m.
Il est déchu de sa médaille du 4 x 100 m des Jeux olympiques d'été de 2020 en février 2022 après le contrôle positif de son coéquipier Chijindu Ujah en août 2021.

## Vie privée
Il est en couple avec la triple sauteuse Lituanienne Dovilė Dzindzaletaitė, championne d'Europe espoirs en 2015. De cette union est né un enfant en 2016.[réf. nécessaire]

## Palmarès
| Date | Compétition                       | Lieu           | Résultat | Épreuve   | Temps                    |
| ---- | --------------------------------- | -------------- | -------- | --------- | ------------------------ |
| 2009 | Championnats d'Europe espoirs     | Kaunas         | 7e       | 200 m     | 20 s 93                  |
| 2011 | Championnats d'Europe espoirs     | Ostrava        | 2e       | 4 × 100 m | 39 s 10                  |
| 2014 | Championnats du monde en salle    | Sopot          | 1er      | 60 m      | 6 s 49                   |
| 2014 | Relais mondiaux de l'IAAF         | Nassau         | 3e       | 4 × 100 m | 38 s 19                  |
| 2014 | Championnats d'Europe par équipes | Brunswick      | 1er      | 4 × 100 m | 38 s 51                  |
| 2014 | Jeux du Commonwealth              | Glasgow        | 2e       | 4 × 100 m | 38 s 02                  |
| 2014 | Championnats d'Europe             | Zurich         | 1er      | 4 × 100 m | 37 s 93                  |
| 2014 | Coupe continentale                | Marrakech      | 2e       | 4 × 100 m | 38 s 62                  |
| 2015 | Championnats d'Europe en salle    | Prague         | 1er      | 60 m      | 6 s 51                   |
| 2015 | Championnats d'Europe par équipes | Tcheboksary    | 2e       | 100 m     | 10 s 35                  |
| 2015 | Championnats d'Europe par équipes | Tcheboksary    | 1er      | 4 x 100 m | 38 s 21                  |
| 2016 | Jeux olympiques                   | Rio de Janeiro | 5e       | 4 x 100 m | 37 s 98                  |
| 2017 | Championnats d'Europe en salle    | Belgrade       | 1er      | 60 m      | 6 s 54                   |
| 2018 | Jeux du Commonwealth              | Gold Coast     | 1er      | 4 x 100 m | 38 s 13                  |
| 2019 | Championnats d'Europe en salle    | Glasgow        | 4e       | 60 m      | 6 s 66                   |
| 2019 | Championnats d'Europe par équipes | Bydgoszcz      | 1er      | 200 m     | 20 s 66                  |
| 2019 | Championnats d'Europe par équipes | Bydgoszcz      | 1er      | 4 x 100 m | 38 s 73                  |
| 2019 | Championnats du monde             | Doha           | 2e       | 4 x 100 m | 37 s 36                  |
| 2021 | Jeux olympiques                   | Tokyo          | ―        | 4 x 100 m | DQ                       |
| 2024 | Jeux olympiques                   | Paris          | 3e       | 4 × 100 m | Participation aux séries |

## Records
| Épreuve | Performance         | Lieu              | Date            |
| ------- | ------------------- | ----------------- | --------------- |
| 60 m    | 6 s 49              | Sopot             | 8 mars 2014     |
| 100 m   | 10 s 01 (+ 1,9 m/s) | Newcastle         | 18 juillet 2016 |
| 200 m   | 20 s 34 (-0,1 m/s)  | La Chaux-de-Fonds | 7 juillet 2013  |